# الساندرو آجمون-مارسان
الساندرو آجمون-مارسان (انگلیسی: Alessandro Ajmone-Marsan؛ ۳۱ اکتبر ۱۸۸۴ – ۱۹۴۱ (۵۶−۵۷ سال)) بازیکن فوتبال اهل پادشاهی ایتالیا بود.
از باشگاه‌هایی که در آن بازی کرده‌است می‌توان به باشگاه فوتبال یوونتوس و باشگاه فوتبال پرو ورچلی اشاره کرد.